# Josip Nikolaj Sadnikar
Josip Nikolaj Sadnikar, slovenski veterinar in zbiratelj umetnin, * 5. december 1863, Ljubljana, † 4. november 1952, Kamnik.
Sadnikar je diplomiral na visoki šoli na Dunaju. Po končanem študiju se je prav tam izpopolnjeval iz mikrobiologije, in higiene mleka. Po končanem izpopolnjevanju je krajši čas služboval v Ljubljani, Radovljici in Črnomlju. Potem pa je sprejel službo veterinarskega inšpektorja v Kamniku in jo opravljal od 1889 do 1926. V tem času je organiziral veterinarsko službo, uredil higiensko službo in v Krtini pri Domžalah zgradil živalsko grobišče.
Ob poklicnem delu v Kamniku in njegovi okolici pa je Sadnikar marljivo zbiral etnografske, arheološke in kulturno zgodovinske predmete, ter leta 1893 v svoji hiši na Šutni v Kamniku osnoval največji slovenski zasebni muzej, ki je bil znan tudi v tujini.
Med Sadnikarjevimi prijatelji so bili slovenski slikarji : Ferdo Vesel, Ivana Kobilica, Stane Cuderman, Miha Maleš, pa tudi hrvaški kipar Ivan Meštrović. Kot mecen je pomagal Gaspariju, da se je lahko iz trgovskega pomočnika ( to delo je opravljal pri kamniškem trgovcu Strgarju ) usmeril v slikarstvo, Perku pa je priskrbel naročilo za opremo oltarja v župnijski cerkvi v Kamniku. Številne umetnine iz Sadnikarjeve zbirke je po drugi svetovni vojni prevzel muzej v Kamniku, ki je danes lociran na gradu Zaprice.
Njegova sinova sta bila Nikolaj (Niko) Sadnikar, (vojaški) zdravnik rentgenolog, ki je nadaljeval muzejsko in kulturno dejavnost in veterinar Demeter-Meto. 